# You Are There (álbum)
You Are There é o quarto álbum da banda japonesa de post-rock Mono, lançado em 2006. Foi gravado em 2005 na Electrical Audio Studios, em Chicago, Illinois, e produzido por Steve Albini.

## Faixas
1. "The Flames Beyond the Cold Mountain" – 13:29
2. "A Heart Has Asked for the Pleasure" – 3:43
3. "Yearning" – 15:38
4. "Are You There?" – 10:25
5. "The Remains of the Day" – 3:41
6. "Moonlight" – 13:04